# Palais Auersperg (Ljubljana)
Das Palais Auersperg (slowenisch: Turjaška Palača) in Ljubljana ist ein Stadtpalais im Barockstil in der Altstadt von Ljubljana, der Hauptstadt Sloweniens. Es ist seit 1937 Sitz des Stadtmuseums Ljubljana.

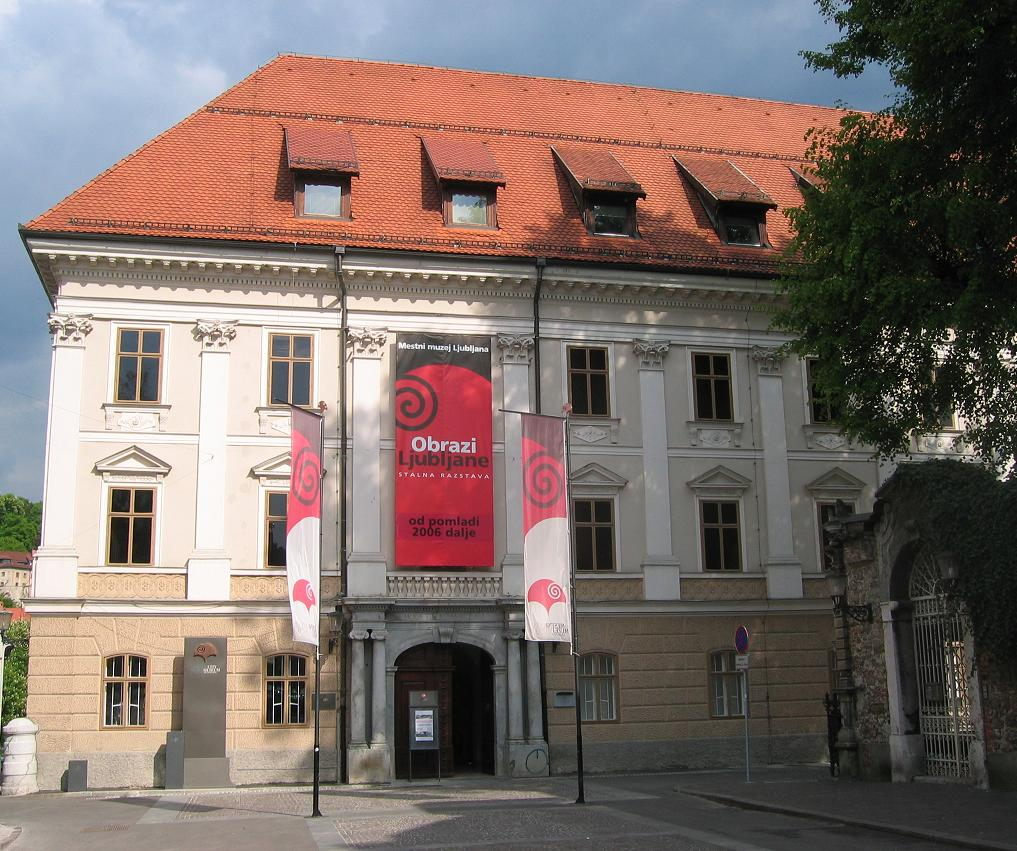
Palais Auersperg in Ljubljana

## Geschichte
Das Palais Auersperg in Ljubljana war das Laibacher Stadtpalais des Hauses Auersperg. Der Bau wurde zwischen 1654 und 1658 durch Zusammenlegen mehrerer mittelalterlicher Anwesen errichtet. Seine Fassade erhielt das barocke Gebäude im 19. Jahrhundert im Rahmen der Renovierung durch Francesco Cocconi. 1895 richtete das Laibacher Erdbeben erhebliche Schäden an. 1927 verkaufte die Familie Auersperg das Anwesen an den Staat. Mitte 1935 wurde der Palast von der Stadt Ljubljana gekauft und dem Stadtmuseum mit dem Ziel übergeben, „alle Gegenstände zu sammeln, die mit der Geschichte von Ljubljana in Zusammenhang stehen“. Die Räumlichkeiten wurden zu diesem Zweck ab April 1937 umgebaut. Noch im selben Jahr wurde die erste Museumssammlung eröffnet, nämlich ein Überblick über die Wohnkultur des Bürgertums vom späten Mittelalter bis zur ersten Hälfte des 19. Jahrhunderts.